# Boii
Boii crassidens es una especie extinta de lepospóndilo (perteneciente al grupo Microsauria) que vivió a finales del período Carbonífero en lo que hoy es la República Checa.